# Revanșa (film din 1978)
Revanșa este un film românesc din 1978, regizat de Sergiu Nicolaescu. Acest film continuă acțiunea din filmul Un comisar acuză (1974). Rolurile principale sunt interpretate de actorii Gheorghe Dinică, Sergiu Nicolaescu, Jean Constantin, Amza Pellea, Ion Besoiu și Mircea Albulescu.
Filmul urmărește destinul principalelor personaje din Un comisar acuză la începutul anului 1941. După ce fusese împușcat la finalul filmului anterior și crezut mort, comisarul Moldovan revine pentru a-și lua „revanșa” față de Paraipan și de colonelul Zăvoianu, vinovați de moartea mamei sale și de încercarea de ucidere a sa. Lupta comisarului cu legionarii se desfășoară pe fundalul evenimentelor tulburi din ianuarie 1941 care au culminat cu rebeliunea legionară. Moldovan reușește să-l omoare pe Paraipan și să-l aresteze pe Zăvoianu, dar în încercarea de a-l aresta pe Horia Sima îi este ucis unicul său copil.

## Rezumat
La 31 decembrie 1940, comisarul legionar Paraipan (Gheorghe Dinică) iese din spitalul unde fusese internat patru săptămâni, după ce fusese grav rănit de comisarul Moldovan (Sergiu Nicolaescu) la finalul filmului Un comisar acuză. Un glonte îi perforase un plămân, iar rana nu i se vindecase complet, medicul spunându-i că mai are de trăit maxim șase luni. Împreună cu oamenii săi, Paraipan merge la cimitirul Bellu și dezgroapă sicriul comisarului Moldovan, descoperind că acesta era umplut cu cărămizi.
După masacrul de la Jilava, generalul Ion Antonescu desființase Poliția Legionară, dar membrii acesteia fuseseră angajați în poliția statului. Prefectul Poliției Capitalei, colonelul legionar Ștefan Zăvoianu (Ion Besoiu), fusese demis și înlocuit cu legionarul Radu Mironovici (Ion Marinescu). Cu aprobarea lui Horia Sima, comandantul Mișcării Legionare, conducătorii legionari Zăvoianu, Mironovici, Maimuca (Colea Răutu) și directorul general Alexandru Ghica (Costel Constantin) complotează cu generalul german Kurt Geissler (Mircea Albulescu), șeful organizației Gestapo de pe teritoriul României, pentru a-i înlătura pe generalul Ion Antonescu și pe apropiații săi din guvern și a guverna singuri. La sfatul lui Geissler, directorul Ghica trimite o telegramă lui Hermann Göring în care-i acuză pe Antonescu și pe oamenii săi că sunt vânduți iudeo-masonilor, sperând ca acesta să-l convingă pe Hitler să le dea lor puterea politică în România.
În acest timp, Paraipan și oamenii săi îl caută pe Moldovan, tăindu-i nasul lui Limbă (Jean Constantin) cu prilejul unei vizite în bordeiul informatorului. Comisarul Moldovan nu murise; el fusese atins de numai cinci gloanțe, fiind tratat și vindecat de medicul Avram Berceanu (Emanoil Petruț). Prin urmărirea lui Limbă și a avocatului Marin (Alexandru Dobrescu), legionarii ajung la ascunzătoarea comisarului, dar acesta din urmă reușește să scape după mai multe schimburi de focuri. Pentru a-l forța pe comisar să iasă din ascunzătoare, Paraipan îl răpește pe Ionuț Moldovan (Adrian Vâlcu) din locuința avocatului Marin.
Moldovan pătrunde în casa colonelului Zăvoianu de unde sustrage o copie a planului de răsturnare prin forță a regimului generalului Antonescu, ce fusese prezentat lui Heinrich Himmler. Comisarul îl șantajează pe Zăvoianu, reușind astfel să-și recupereze copilul răpit. El se duce la tipografia unde lucra Ilie Pârvu (Amza Pellea) și face copii după acel document. Una dintre copii i-o predă subsecretarului de stat Alexandru Rioșanu (Silviu Stănculescu), care i-o prezintă generalului Antonescu. Rioșanu îl înaintează pe Moldovan la gradul de chestor-șef. Comisarul Moldovan își încredințează copilul lui Rioșanu pentru a fi ținut în condiții de siguranță.
Pentru a-l forța pe Hitler să-i sprijine pe legionari în conflictul cu grupul din jurul generalului Antonescu, conducătorii legionari îl însărcinează pe Paraipan să-l asasineze pe maiorul german Helmuth Döring, membru al Misiunii Militare Germane din România și șef al Serviciului de informații din Balcani. Ei vor să-l facă pe Hitler să creadă că Antonescu nu mai are autoritatea necesară menținerii ordinii în țară. Paraipan îl împușcă pe maior, iar legionarii îl prezintă că autor al crimei pe grecul Demetrios Sarantopoulos, presupus agent al Intelligence Service. Moldovan îi prezintă lui Rioșanu un raport din care rezulta că autorul crimei era Paraipan și nu Sarantopulos. În aceste condiții, generalul Antonescu dispune lui Rioșanu să-i destituie din funcții pe ministrul Constantin Petrovicescu, pe Maimuca, Mironovici și Ghica, să-i înlocuiască pe prefecții din întreaga țară și să emită un mandat de arestare pe numele lui Paraipan.
Horia Sima dispune declanșarea acțiunii de răsturnare a lui Antonescu. Petrovicescu, Ghica, Maimuca și Mironovici se baricadează în sedii, nepermițând noilor numiți să-și preia funcțiile. Legionarii declanșează rebeliunea legionară, provocând agitații în oraș, vandalizând clădiri și asasinând mai mulți opozanți politici printre care doctorul Berceanu și ilegalistul comunist Constantin David (Iurie Darie). Moldovan se deplasează la abator, unde echipa lui Paraipan masacrase mai mulți oameni, și îi ucide pe legionarii de acolo, rănindu-l pe Paraipan și lăsându-l pentru a fi linșat de cei 1.000 de muncitori care lucrau acolo.
Hitler cere încetarea imediată a rebeliunii legionare și intervenția armatei germane pentru a-i scoate din țară pe legionari. Geissler îi cere lui Sima să ordone încetarea focului. Armata română intervine în forță, dar legionarii din cazarma gardienilor publici se predau armatei germane. Antonescu îi cere lui Rioșanu să-i caute și să-i aresteze pe Horia Sima și pe ceilalți comandanți ai Legiunii. Aflând că Zăvoianu va părăsi țara cu un tren militar german, Moldovan pleacă în urmărirea trenului și reușește să-l aresteze pe fostul prefect de poliție.
Din ordinul lui Antonescu, Rioșanu îl dă lui Moldovan misiunea de a-i aresta și pe ceilalți conducători al Legiunii, inclusiv pe Horia Sima. El se dă drept un colonel german și pătrunde în vila unde se ascundeau legionarii, reușind să ia ostatici pe comandanții legionari după ce le spune că are 5 kg de explozibil în geantă. Ambasadorul german și generalul Geissler intervin la Rioșanu pentru eliberarea lui Sima și a conducătorilor legionari, cerându-i să-i dea ordin lui Moldovan să părăsească vila. Germanii aduc în fața casei o dubă cu ferestre zăbrelite în care se afla Ionuț Moldovan, iar Geissler îi spune comisarului că are la dispoziție 15 secunde pentru a părăsi clădirea și a veni lângă mașină, altfel fiul său va sări în aer. Moldovan sare pe fereastră și alergă spre mașină, dar duba sare în aer înainte de a ajunge la ea.

## Distribuție
- Gheorghe Dinică — comisarul legionar Paraipan[1]
- Sergiu Nicolaescu — comisarul de poliție Tudor Moldovan
- Jean Constantin — hoțul de buzunare Limbă
- Amza Pellea — muncitorul Ilie Pârvu[2]
- Ion Besoiu — colonelul legionar Ștefan Zăvoianu, avocat
- Mircea Albulescu — generalul (Brigadeführer SS) Geissler, șeful Gestapoului din București[3]
- Silviu Stănculescu — subsecretarul de stat Alexandru Rioșanu[3]
- Emanoil Petruț — medicul evreu Avram Berceanu[4]
- Ion Marinescu — prefectul de poliție Radu Mironovici
- Colea Răutu — comisarul legionar Grigore Maimuca
- Iurie Darie — activistul comunist Constantin David[5]
- Alexandru Dobrescu — avocatul Marin[5]
- Ion Tudor Anestin — legionarul cu cicatrice
- Virgil Andronic — legionarul Mitu
- Mircea Anghelescu — Fabricius, ambasadorul Germaniei în România[6]
- Mariella Andreescu
- Ion Apahideanu
- Nicolae Bădulescu
- Constantin Băltărețu — un evreu bărbos ucis în rebeliune
- Ion Barbu
- Raul Barbu
- Florin Budu
- Octavian Cișman
- Viorel Comănici — șef legionar
- Costel Constantin — directorul Alexandru Ghica
- Dumitru Crăciun — legionarul cu mustață groasă
- Mircea Crețu
- Nicolae Crișu
- Ion Dichiseanu — comandantul legionar Cernescu (după unele surse)[7] sau Horia Sima (după alte surse)[8][9]
- Nicolae Dide — legionar
- Nicolae Dolea
- Doru Dumitrescu
- Ovidiu Georgescu
- Pierre Gherase
- Grigore Hampu
- Hupprich Grum-Hans
- Aimée Iacobescu — damă de companie
- Nicu Iordache
- Cristian Irimia
- Viorel Ivănică
- Ștefan Lazarovici
- Laurențiu Lazăr
- Gabriela Matei
- Gheorghe Mazilu — legionar
- Ovidiu Moldovan — muncitor tipograf, ilegalist comunist[5]
- Alexandru Manea
- Adrian Mihai
- Miron Murea
- Elena Nichifor
- Dem Niculescu
- C-tin Niculescu
- Mihai Palas
- Ion Pall
- Niță Pampu
- Virgil Popovici
- Mihai Pălădescu — medicul care-l consultă pe Paraipan
- Constantin Păun
- Virgil Platon — Mitru, legionarul care-l recunoaște pe Moldovan deghizat
- Ion Polizache
- Aurel Popescu
- Nicolae Pomoje
- Eugen Racoți
- Marieta Rareș — mama lui Pârvu
- Alexandru Rioșanu — Calomfirescu, secretarul lui Zăvoianu
- Radu Rusch
- Ionel Rusu
- Matei Simionescu
- Aurică Tănase — actorul de revistă Constantin Tănase
- Florin Tănase
- Liviu Teselman
- Dan Tufaru — legionar
- Adrian Vâlcu — Ionuț Moldovan, fiul comisarului[6]
- Brîndușa Zorini
- Lucia Zorini
- Radu Zaharia
- Vasile Popa — legionar (nemenționat)